# Hrabivți, Bar
Hrabivți (în ucraineană Грабівці) este un sat în comuna Karîșkiv din raionul Bar, regiunea Vinnița, Ucraina.

## Demografie
Componența lingvistică a localității Hrabivți
     Ucraineană (99,13%)
     Alte limbi (0,87%)
Conform recensământului din 2001, majoritatea populației localității Hrabivți era vorbitoare de ucraineană (99,13%), existând în minoritate și vorbitori de alte limbi.